# William Wickham
Pour les articles homonymes, voir Wickham.
William Wickham, né le 11 novembre 1761 à Cottingley Hall (Yorkshire), mort le 22 octobre 1840 à Brighton (Sussex), est un homme politique britannique qui sert comme espion pendant la Révolution française, avant d'être nommé membre du Conseil privé et chef du Secrétariat d'Irlande (Chief Secretary for Ireland).

## Biographie

### Origines
Fils aîné du colonel Henry Wickham de Cottingley, né le 7 septembre 1731 et mort le 9 octobre 1804, et d'Elizabeth Lamplugh, morte le 23 avril 1813, mariés le 16 février 1761, William Wickham voit le jour en décembre suivant à Cottingley Hall. Élève à Harrow School puis Christ Church (Oxford), il étudie le droit à Genève en 1786, avant de s'inscrire au barreau de Lincoln's Inn. Marié le 10 août 1788 en la cathédrale Saint-Pierre de Genève à Éléonore Madeleine, fille aînée de Louis Bertrand, professeur à l'université de Genève, et d'Isabelle Sara Mallet née le 16 juillet 1763 et morte le 15 avril 1836, il commence une carrière diplomatique.

### Carrière
En raison de sa bonne connaissance de la Suisse, Wickham est nommé envoyé extraordinaire et ministre plénipotentiaire dans les cantons suisses en 1794, puis ambassadeur l'année suivante. Il sert alors principalement comme espion. 
En 1795, l'Angleterre est en guerre contre la France révolutionnaire. Wickham établit un réseau d'espions en Suisse et en France. Avec ses agents, il favorise l'entrée de royalistes en France afin d'y organiser la subversion royaliste et de favoriser la restauration au profit de Louis XVIII, alors en exil.
Il s'efforce autant que possible de discréditer les révolutionnaires français, fomente des révoltes contre le gouvernement républicain et s'efforce de contrecarrer son action. Pour l'accomplissement de cette mission, le gouvernement britannique de William Pitt le Jeune dote secrètement Wickham de sommes très importantes. Une bonne partie de cet argent est engagée dans une vaste intrigue qui vise à rallier le général républicain Jean-Charles Pichegru à la cause royaliste et le convaincre de changer de camp avec l'ensemble de ses troupes. Elle comprend notamment prince de Condé, qui commande alors une armée sur le Rhin. L'agent de Condé est le comte de Montgaillard, qui utilise l'imprimeur Louis Fauche-Borel, sujet prussien de la principauté de Neuchâtel, dans ses relations avec Pichegru. Intrigant né, Fauche-Borel remet à Pichegru 8 000 livres avancés par Wickham pour lui permettre de nourrir et d'équiper son armée.
Après qu'il a reçu l'argent, cependant, Pichegru tergiverse et finit par affirmer que l'occasion a passé. Compris sur la liste des déportés après le coup d'État du 18 fructidor an V, Pichegru finit par s'engager aux côtés des royalistes en 1804, participant avec Georges Cadoudal à un complot contre Bonaparte. Mais le complot est découvert par la police de Joseph Fouché et il est arrêté. Emprisonné, on le retrouve peu après pendu dans sa cellule. 
Wickham n'en continue pas moins à espionner la France, annonçant avec succès les positions de troupes, leurs mouvements et l'armement. Toutefois, les espions français finissent par mettre au jour son réseau. La France fait pression sur les autorités suisses pour chasser le chef des services secrets britanniques, et il est contraint de rentrer en Angleterre. 
Wickham est nommé sous-secrétaire d'État à l'Intérieur en mars 1798, avant de retrouver en 1799 la Suisse, où il prend à nouveau la tête d'un réseau d'espionnage, cette fois contre le Consulat. Toutefois, découvert au bout de trois ans, le gouvernement français obtient son expulsion de Suisse, et il retourne une seconde fois en Angleterre.
Élu député de la circonscription de Cashel au Parlement britannique de 1802 à 1806, puis de celle de Callington, en Cornouailles, de 1806 à 1807, il est nommé membre du Conseil privé et chef du Secrétariat d'Irlande en 1802, fonctions qu'il occupe jusqu'en 1804. Confronté à la révolte de Robert Emmet (1803), qui fait suite à la rébellion irlandaise de 1798, il reconstitue un réseau de renseignement pour combattre le mouvement républicain irlandais.
Mort le 22 octobre 1840 à Norfolk Square, à Brighton, il est inhumé cinq jours plus tard à Brighton. 

## Sources
- William Wickham, Masterspy
- B. M. Walker, Parliamentary Election Results in Ireland, 1801-1922, Royal Irish Academy, 1978
- Joseph Jackson Howard, Frederick Arthur Crisp, Visitation of England and Wales: Notes, Heritage Books, 1997, 140 pages, p. 82  (ISBN 078840668X)
- Michael Durey, « William Wickham, the Christ Church Connection and the Rise and Fall of the Security Service in Britain, 1793–1801 », The English Historical Review, 2006, vol. CXXI, n° 492, p. 714-745